# Nomada rivalis
Nomada rivalis är en biart som beskrevs av Cresson 1878. Nomada rivalis ingår i släktet gökbin, och familjen långtungebin. Inga underarter finns listade i Catalogue of Life.